# Carex limnogena
Carex limnogena är en halvgräsart som beskrevs av Friedrich Carl Louis Otto Appel. Carex limnogena ingår i släktet starrar, och familjen halvgräs. Inga underarter finns listade i Catalogue of Life.